# Fajr Open
Le Fajr Open est une compétition de taekwondo organisée annuellement par la Fédération de la République islamique d'Iran de taekwondo.
En 2009 ce tournoi devient un événement majeur dans le calendrier mondial du fait de son label « WTF-G1 ».
Depuis 2014, cette compétition est disputée selon les catégories olympiques.

## Lieu des éditions
| Lieu    | Année | Année | Année | Année | Année | Année | Année | Année | Année | Année | Année |
| Lieu    | 09    | 10    | 11    | 12    | 14    | 15    | 16    | 17    | 18    | 19    |       |
| ------- | ----- | ----- | ----- | ----- | ----- | ----- | ----- | ----- | ----- | ----- | ----- |
| Téhéran |       |       |       |       |       |       |       |       |       |       |       |
| Orumieh |       |       |       |       |       |       |       |       |       |       |       |
| Sari    |       |       |       |       |       |       |       |       |       |       |       |
| Karadj  |       |       |       |       |       |       |       |       |       |       |       |
| Kich    |       |       |       |       |       |       |       |       |       |       |       |

## Palmarès hommes
| WTF-G1 | WTF-G1         | WTF-G1               | WTF-G1         | WTF-G1             | WTF-G1            | WTF-G1                    | WTF-G1             | WTF-G1           |
| Année  | -54 kg         | -58 kg               | -63 kg         | -68 kg             | -74 kg            | -80 kg                    | -87 kg             | +87 kg           |
| ------ | -------------- | -------------------- | -------------- | ------------------ | ----------------- | ------------------------- | ------------------ | ---------------- |
| 2019   | Hossein Lotfi  | Mohammad Palangafkan | Soroush Ahmadi | Sergey Vardazaryan | Amir Bakhshi      | Erfan Nazemi              | Smaiyl Duisebay    | Sajjad Mardani   |
| 2018   | Armin Hadipour | Mohammad Palangafkan | Soroush Ahmadi | Amir Bakhshi       | Amirhossein Sasan | Pouria Erfanian Daneshvar | Mohammadreza Khani | Saeid Rajabi     |
| 2017   | Arash Tabrizi  | Mohammad Kazemi      | Soroush Ahmadi | Abolfazl Yaghoubi  | Erfan Heydari     | Behzad Ilkhani            | Arsen Grigoryan    | Siavash Fakhraei |

| WTF-G1 | WTF-G1             | WTF-G1                     | WTF-G1                | WTF-G1          |
| Année  | -58 kg             | -68 kg                     | -80 kg                | +80 kg          |
| ------ | ------------------ | -------------------------- | --------------------- | --------------- |
| 2016   | Mohammad Kazemi    | Seyed Hossein Ehsani       | Arutiun Meliksetiantc | Farshad Ghiyasi |
| 2015   | Farzan Ashourzadeh | Jouybari Abolfazl Yaghoubi | Milad Beigi           | Sajjad Mardani  |
| 2014   | Jouybari Abolfazl  | Behnam Asbaghikhanghah     | Mehdi Khodabakhshi    | Radik Isaev     |

| WTF-G1 | WTF-G1           | WTF-G1         | WTF-G1            | WTF-G1               | WTF-G1           | WTF-G1           | WTF-G1           | WTF-G1            |
| Année  | -54 kg           | -58 kg         | -63 kg            | -68 kg               | -74 kg           | -80 kg           | -87 kg           | +87 kg            |
| ------ | ---------------- | -------------- | ----------------- | -------------------- | ---------------- | ---------------- | ---------------- | ----------------- |
| 2012   | Pedram Hasanpour | Hadi Mostéan   | Mohammad Khamseh  | Behnam Asbaghi       | Mohammad Rafiei  | Omid Amidi       | Hamid-Reza Bayat | Payam Ghobadi     |
| 2011   | Hossein Bayat    | Mohammad Feiz  | Yasin Akbarnattaj | Konstantin Minin     | Farzad Zolghadri | Mehran Asgari    | Morteza Shiri    | Mahdi Khodabakshi |
| 2010   | Ali Shakeri      | Moslem Daeichi | Mohammad Lakzaei  | Farshad Foroughi-Kia | Elvin Mamadov    | Farzad Abdollahi | Payam Ghobadi    | Hossein Tajik     |
| Année  | -54 kg           | -58 kg         | -62 kg            | -67 kg               | -72 kg           | -78 kg           | -84 kg           | +84 kg            |
| 2009   | Maisam Bagheri   | Jung-Hun Kim   | Ziaullah Amal     | Farshad Jaroughi     | Behnam Bayat     | Arman Yeremyan   | Asghar Barzegar  | Mickaël Borot     |

## Palmarès femmes
| WTF-G2 | WTF-G2             | WTF-G2          | WTF-G2         | WTF-G2         | WTF-G2         | WTF-G2          | WTF-G2        | WTF-G2           |
| Année  | -46 kg             | -49 kg          | -53 kg         | -57 kg         | -62 kg         | -67 kg          | -73 kg        | +73 kg           |
| ------ | ------------------ | --------------- | -------------- | -------------- | -------------- | --------------- | ------------- | ---------------- |
| 2019   | Aidana Yedilbayeva | Sabereh Jafari  | Somaya Ghulami | Fatemeh Jafari | Parisa Javadi  | Mahsa Kiadaliri | Aigul Yelubay | Zeinab Esmaeili  |
| 2018   | Fatemeh Aghabeglou | Donya Mohammadi | Nahid Kiani    | Tayebeh Parsa  | Kimia Alizadeh | Hanieh Akhlaghi | Non disputé   | Zahra Pouresmail |

| WTF-G1 | WTF-G1               | WTF-G1              | WTF-G1          | WTF-G1            |
| Année  | -49 kg               | -57 kg              | -67 kg          | +67 kg            |
| ------ | -------------------- | ------------------- | --------------- | ----------------- |
| 2017   | Soodabeh Poursadeghi | Bahare Nadarkhanlou | Mahsa Jeddi     | Akram Khodabandeh |
| 2015   | Sepide Safari        | Kimia Alizadeh      | Shokrane Izadi  | Akram Khodabandeh |
| 2014   | Faolia Fahani        | Sousan Hajipour     | Fatemeh Rouhani | Shokraneh Izadi   |

| WTF-G2 | WTF-G2                 | WTF-G2           | WTF-G2            | WTF-G2              | WTF-G2          | WTF-G2          | WTF-G2          | WTF-G2               |
| Année  | -46 kg                 | -49 kg           | -53 kg            | -57 kg              | -62 kg          | -67 kg          | -73 kg          | +73 kg               |
| ------ | ---------------------- | ---------------- | ----------------- | ------------------- | --------------- | --------------- | --------------- | -------------------- |
| 2012   | Dina Pouryounes        | Farideh Rashidi  | Parisa Ghorbani   | Samaneh Rezaei      | Parisa Farshidi | Shokraneh Izadi | Solmaz Taymoori | Non disputé          |
| 2011   | Sara Khosh-Jamal Fekri | Yasmina Aziez    | Samaneh Sheshpari | Tanja Tanakovic     | Raheleh Asemani | Raheleh Asemani | Milica Mandić   | Anne-Caroline Graffe |
| 2010   | Dana Touran            | Sara Khosh Jamal | Mahtab Iraji      | Susan Haji Pourgoli | Marah Alsqour   | Parisa Farshidi | Nayereh Rostami | Non disputé          |
| Année  | -47 kg                 | -51 kg           | -55 kg            | -59 kg              | -63 kg          | -67 kg          | -72 kg          | +72 kg               |
| 2009   | Fatemeh Nour Maleki    | Farideh Rashidi  | Samaneh Sheshpari | Basma Jouini        | Raheleh Asemani | Solmaz Taymoori | Mahsa Taghavi   | Tahereh Kashir       |